# Cyperus nyererei
Cyperus nyererei är en halvgräsart som beskrevs av Kaare Arnstein Lye. Cyperus nyererei ingår i släktet papyrusar, och familjen halvgräs. Inga underarter finns listade i Catalogue of Life.